# Gustaf Duwall (1730–1816)
Gustaf Duwall, född 1730 på Bredsjö i Järlåsa socken, död 20 april 1816 i Västerås, var en svensk friherre och militär.

## Biografi
Gustaf Duwall var son till majoren och friherren Sven Duwall och friherrinnan Sofia Charlotta Kruuse (af Verchou). Han blev volontär vid livgardet 1748, förare där 1749, fänrik samma år, löjtnant 1754, kapten 1760 och kompanichef 1762. Duwall blev överstelöjtnant i armén 1772, överstelöjtnant vid änkedrottningens regementsbataljon i Stockholm 1773, överste i armén 1777, överstelöjtnant vid Upplands regemente 1778, transporterades till Dalregementet 1779, och var 1781–1785 överste och chef för Dalregementet, varpå han erhöll avsked. Vid sin död var Gustaf Duwall ogift och barnlös, och testamenterade sin egendom till sin brorsons sonson Johan Conrad Duwall.
Gustaf Duwall blev riddare av Svärdsorden 1767.